# Hoffellstindur
Hoffellstindur är en bergstopp i republiken Island. Den ligger i regionen Austurland, 300 km öster om huvudstaden Reykjavík. Toppen på Hoffellstindur är 928 meter över havet.
Trakten runt Hoffellstindur är nära nog obefolkad, med mindre än två invånare per kvadratkilometer. Trakten runt Hoffellstindur består i huvudsak av gräsmarker.